# Липлейка (приток Малого Атмиса)
Липлейка — река в России, протекает по Каменскому району Пензенской области. Устье реки находится в 22 км от устья реки Малый Атмис по левому берегу. Длина реки составляет 13 км.
Река берёт начало у деревни Андреевка 2-я в 22 км юго-западнее города Каменка. Исток находится на Керенско-Чембарской возвышенности и лежит на водоразделе Волги и Дона — неподалёку от истока Калдусса находятся верховья реки Чембар. Течёт на северо-восток по безлесой местности, впадает в Малый Атмис у деревни Троицкое.

## Данные водного реестра
По данным государственного водного реестра России относится к Окскому бассейновому округу, водохозяйственный участок реки — Мокша от истока до водомерного поста города Темников, речной подбассейн реки — Мокша. Речной бассейн реки — Ока.
Код объекта в государственном водном реестре — 09010200112110000026929.